# Síndrome de fasciculació benigne
La síndrome de fasciculació benigne (SFB) es caracteritza per la fasciculació (contracció) de músculs voluntaris del cos. Les contraccions poden produir en qualsevol grup de músculs voluntaris, però és més comú a les parpelles, braços, mans, dits, cames i peus. La llengua també es pot veure afectada. Les contraccions poden ser ocasionals o contínues. S'ha de distingir l'SFB d'altres condicions que inclouen contraccions musculars. Les contraccions benignes solen tenir una ubicació constant.

## Causes
Es desconeix la causa precisa de l'SFB. No se sap si es tracta d'una malaltia dels nervis motors, dels músculs o de la unió neuromuscular.
Les fasciculacions poden ser desencadenades o empitjorades per períodes intensos i llargs d'exercici diari.

## Diagnòstic diferencial
Altres malalties podrien ser l'esclerosi lateral amiotròfica (ELA), neuropaties, i mielopaties.

## Pronòstic
El pronòstic és de bo a excel·lent.

## Tractament
Si es considera que s'ha de tractar l'ansietat que la pot acompanyar es pot utilitzar la teràpia cognitivoconductual o els antidepressius. La quinina és efectiva, però no es recomana a causa del potencial d'efectes secundaris greus. Els blocadors dels canals de calci poden ser efectius, tot i que l'evidència del seu ús és feble. Hi ha poques evidències que donin suport a altres teràpies.